# 2010年亚洲残疾人运动会伊朗代表团
2010年亚洲残疾人运动会伊朗代表团共派出163名运动员参赛，其中男运动员129名，女运动员34名。
奖牌榜：
| 名次 | 代表团 | 金牌 | 银牌 | 铜牌 | 总数 |
| ---- | ------ | ---- | ---- | ---- | ---- |
| 4    | 伊朗   | 27   | 24   | 29   | 80   |

## 奖牌获得者

### 金牌
1. 哈姆扎·穆罕默迪：举重 - 男子60公斤级
2. 马吉德·法尔津：举重 - 男子75公斤级
3. 西亚曼德·拉赫曼：举重 - 男子100公斤以上级
4. 伊朗：七人制足球 - 男子
5. 赛义德·拉赫马提：柔道 - 男子66公斤级
6. 哈姆扎·纳德里：柔道 - 男子100公斤以上级
7. 赛义德-拉姆赞·萨利赫-内贾德-阿姆雷：射击 - R1-SH1级10米男子气步枪立射
8. 易卜拉欣·兰杰巴尔-基瓦杰：射箭 - 男子个人反曲弓坐姿1级/2级
9. 拉齐耶·希尔·穆罕默迪：射箭 - 女子个人反曲弓站姿
10. 萨勒曼·阿巴里基：田径 - 男子铅球 - F34
11. 法尔哈德·赖加：田径 - 男子铅球 - F42
12. 贾利勒·巴盖里·杰迪：田径 - 男子铅球 - F54/55/56
13. 阿巴斯·达亚尼·阿斯勒：田径 - 男子1500米 - T46
14. 贾瓦德·哈尔达尼：田径 - 男子铁饼 - F37/38
15. 法尔扎德·塞帕赫万德：田径 - 男子铁饼 - F44
16. 贾维德·埃赫萨尼·沙基卜：田径 - 男子铁饼 - F57/58
17. 迈赫达德·卡拉姆·扎德：田径 - 男子铁饼 - F42
18. 赛义德·埃尔凡·侯赛尼·利拉维：田径 - 男子标枪 - F13
19. 西亚马克·萨利赫·法拉杰扎德：田径 - 男子标枪 - F33/34
20. 卡姆兰·舒凯里-萨拉里：田径 - 男子标枪 - F42
21. 玛尔齐耶·塞德吉·萨金萨拉：田径 - 女子标枪 - F54/55/56
22. 阿里·纳德里·达尔巴格什：田径 - 男子标枪 - F54/55/56
23. 阿巴斯·达亚尼·阿斯勒：田径 - 男子800米 - T46
24. 沙欣·伊扎德亚尔：游泳 -  男子50米自由泳 - S10
25. 沙欣·伊扎德亚尔：游泳 -   男子100米自由泳 - S10
26. 瓦希德·凯什特卡尔：游泳 -  男子400米自由泳 - S12
27. 伊朗：坐式排球 - 男子

### 银牌
1. 赛义德·优素福·优素菲·帕沙基：举重 - 男子56公斤级
2. 纳迪尔·穆拉迪：举重 - 男子60公斤级
3. 阿里·侯赛尼：举重 - 男子67.50公斤级
4. 赛义德-哈米德·苏勒希-普伦吉：举重 - 男子82.50公斤级
5. 卡齐姆·拉贾比·戈卢杰：举重 - 男子100公斤以上级
6. 贾瓦德·福拉迪-塔尔吉：乒乓球 - 男子单打TT5
7. 哈尼·阿萨凯里：柔道 - 男子81公斤级
8. 哈米德·阿里扎德：柔道 - 男子100公斤级
9. 莎丽赫·贾万马尔迪-杜德马：射击 - P2-SH1级10米女子气手枪
10. 伊朗：射箭 - 男子团体反曲弓公开级
11. 迈赫迪·阿斯加里：田径 - 男子铅球 - F42
12. 玛尔齐耶·塞德吉·萨金萨拉：田径 - 女子铅球 - F54/55/56
13. 迈赫迪·穆拉迪：田径 - 男子铅球 - F57/58
14. 贾拉勒·哈克扎迪耶：田径 - 男子铁饼 - F32/33/34
15. 穆罕默德-阿里·马利克-普尔：田径 - 男子铁饼 - F54/55/56
16. 迈赫迪·穆拉迪：田径 - 男子铁饼 - F57/58
17. 穆赫辛·卡伊迪：田径 - 男子标枪 - F35/36
18. 莱拉·马拉基：田径 - 女子标枪 - F54/55/56
19. 哈桑·阿斯加里：田径 - 男子800米 - T12
20. 艾哈迈德-礼萨·卡齐米：田径 - 男子400米 - T13
21. 伊朗：五人制足球 - 男子
22. 沙欣·伊扎德亚尔：游泳 - 男子100米蛙泳 - SB9
23. 瓦希德·凯什特卡尔：男子100米蛙泳 - SB12
24. 瓦希德·凯什特卡尔：游泳 - 男子200米个人混合泳 -SM13

### 铜牌
1. 巴赫曼·戈勒巴尔内扎德：公路自行车 - 男子C4-5级公路赛
2. 阿里·萨迪克-扎德萨利姆：举重 - 男子90公斤级
3. 伊朗：盲人门球 - 男子
4. 伊朗：盲人门球 - 女子
5. 伊朗：乒乓球 - 女子团体TT1-3
6. 穆罕默德·阿里·沙纳尼：柔道 - 男子73公斤级
7. 赛义德·阿米尔·米尔哈桑·纳塔杰：- 男子90公斤级
8. 赛义德-哈扎姆·礼萨伊：射击 - R2-SH1级10米女子气步枪立射
9. 阿莉耶·马哈茂迪-库尔德希：射击 - P2-SH1级10米女子气手枪
10. 鲁哈姆·谢哈比普尔：射箭 - 男子个人反曲弓坐姿1级/2级
11. 扎赫拉·内玛提：射箭 - 女子个人反曲弓坐姿1级/2级
12. 西亚马克·萨利赫·法拉杰扎德：田径 - 男子铅球 - F34
13. 莱拉·马拉基：田径 - 女子铅球 - F54/55/56
14. 法蒂玛·蒙塔泽里·加赫贾：田径 - 女子铅球 - F57/58
15. 阿里·伊拉希：田径 - 男子5000米 - T12
16. 西亚马克·萨利赫·法拉杰扎德：田径 - 男子铁饼 - F32/33/34
17. 贾利勒·巴盖里·杰迪：田径 - 男子铁饼 - F54/55/56
18. 法蒂玛·蒙塔泽里·加赫贾：田径 - 女子铁饼 - F57/58
19. 萨贾德·尼克-帕拉斯特：田径 - 男子标枪 - F13
20. 阿里·奥米迪：田径 - 男子标枪 - F44
21. 贾瓦德·哈尔达尼：田径 - 男子标枪 - F37/38
22. 阿里·尼库·侯赛因阿巴：游泳 - 男子100米自由泳 - S6
23. 瓦希德·凯什特卡尔：游泳 - 男子100米自由泳 - S12
24. 瓦希德·凯什特卡尔：游泳 - 男子100米仰泳 - S12
25. 穆罕默德·达利尔·海德尔·阿巴迪：游泳 - 男子100米仰泳 - S13
26. 沙欣·伊扎德亚尔：游泳 - 男子200米个人混合泳 -SM
27. 伊朗：游泳 - 男子4x100米自由泳接力 - 34分
28. 伊朗：游泳 - 男子4x100米混合泳接力 - 34分
29. 伊朗：坐式排球 - 女子